# عشاق حسنلو

تصویری از عشاق حسنلو که در موزهٔ پن (موزهٔ دانشگاه پنسیلوانیا) به نمایش گذاشته شده‌است.

عشاق حسنلو، نامی است که بر روی اسکلت دو انسان نهاده‌اند که در سال ۱۹۷۲ میلادی در تپه حسنلو در نزدیکی شهر نقده در استان آذربایجان غربی کشف شد. تخمین می‌زنند که این دو اسکلت متعلق به ۸۰۰ سال پیش از میلاد هستند و چنان در کنار هم قرار گرفته‌اند که به نظر می‌رسد پیش از مرگ، یکدیگر را می‌بوسیده‌اند. و به نظر می‌رسد که هر دو مَرد هستند.
تصویر نشان می‌دهد که دو اسکلت به ظاهر یکدیگر را در آغوش گرفته‌اند و عکاس آن را با عنوان عشاق حسنلو یا بوسه ۲۸۰۰ ساله ثبت کرده است. جنسیت اسکلت سمت چپ به درستی مشخص نیست و اما احتمال مرد بودن هر دو اسکلت بالاتر است.
در قبر آنها بجز تخته سنگی که زیر سر آنها قرار دارد چیز دیگری وجود ندارد.